# Église Saint-Martin de Vereaux
L'église Saint-Martin est une église catholique située sur la commune de Vereaux, dans le département du Cher, en France.

## Historique
L'édifice est classé partiellement pour son portail ouest au titre des monuments historiques par arrêté du 23 février 1912.

## Description
Le clocher carré couvert en ardoise est massif avec quatre arcades aveugles disposées sur trois côtés. De chaque côté du porche se trouve une statue féminine élancée de style roman.